# Kärsämäki
Kärsämäki er en finsk kommune, der ligger i provinsen Oulu og er en del af regionen Norra Österbotten. Kommunen har en befolkning på 2.579 (31. juli 2020) og dækker et areal på 700,91 km² hvoraf 6,06 km² er vand er vand. Befolkningstætheden er 3,71 indbygger pr. km². Nabokommunerne er Haapajärvi, Haapavesi, Pyhäjärvi, Pyhäntä og Siikalatva.
Navnet Kärsämäki betyder bogstaveligt talt "snudebakken". Kommunen er ensproget finsk.

## Natur
Jordbunden er hovedsagelig moræneaflejringer. Over 60% af arealet er sump. Store sumpe er Kärsämäenneva, Lauttaneva, Onkineva og Vellihonganneva.
Pyhäjoki-floden løber gennem kommunen.

## Landsbyer
- Venetpalo
- Kirkonkylä
- Miiluranta
- Ojalehto
- Alajoki
- Porkkala
- Rannankylä
- Saviselkä
- Sydänmaankylä
- Venetpalo
- Pyrrönperä